# Anthony Cianni
Anthony Cianni, né le 21 février 1990 à Sète, est un footballeur français évoluant au poste de gardien de but au FC Sète 34. Il est également international de football de plage.

## Biographie

### Enfance et formation
Anthony Cianni commence le football au PCAC Sète en catégorie des moins de neuf ans jusqu'en moins de treize ans.
Il rejoint l'AS Béziers la saison suivante pour intégrer l'équipe des 14 ans nationaux. Après une saison, il est remarqué par le club du Toulouse FC qui lui propose un contrat afin d'intégrer leur centre de formation. Il reste durant cinq saisons au sein du Toulouse FC, passant des catégories des moins de 17 ans jusqu'en équipe réserve évoluant alors en CFA,.
Âgé de 16 ans, après quelques entraînements avec l'effectif professionnel, il joue ses premiers matchs de CFA en tant que gardien titulaire avec l'équipe réserve.

### Football
Arrivé en fin de contrat, il quitte le Toulouse FC pour rejoindre le FC Sète alors en National.
À la suite de difficultés financières et d'une rétrogradation de ce dernier en division d'honneur, sa signature est compromise et il rejoint alors l'équipe voisine du PCAC Sète évoluant aussi en en division d'honneur.
Au terme de celle-ci, il signe avec l'équipe première du Tarbes PF qui évolue en National 2. Juste avant la reprise du championnat, il se blesse gravement au bras gauche lors d'un match amical face au Genêts d'Anglet qui le tient éloigné des terrains durant près d'un an et demi.
Il signe par la suite au CA Poussan en Régional 1. Puis une saison plus tard, après quelques mois d'essais pour des clubs en Thaïlande non fructueux. Il fait son retour en France en signant à l'AS Frontignan AC evoluant en Régional 1, avec qui il effectue un 8e tour de Coupe de France face au Nîmes Olympique alors en Ligue 2.
Lors de la saison 2018/2019 il s'engage avec le club du FC Sète 34, il intègre l'équipe réserve alors en Régional 2 avec qui il remporte le titre et l'accession en Régional 1. Suivi de plusieurs apparitions dans le groupe de National 2, il intègre définitivement l'effectif lors de la saison 2019/2020 en tant que 2ème gardien. Il joue son premier match en tant que titulaire dans les buts lors de la 2nd journée du championnat de National 2 avec une victoire face à l'US Colomiers.
À l’issue de la saison, il prolonge et découvrira la National avec le FC Sète 34 qui remporte le championnat de National 2 2019-2020.

### Beach soccer
Anthony Cianni fait ses débuts en beach soccer en club au Stade balarucois lors de la saison 2014. Après deux saisons avec ce club, il rejoint lors de sa création le club du Beach soccer bassin de Thau pour la saison 2016.
Lors de la saison 2017 il rejoint le club de Montpellier Hérault Beach Soccer avec qui il participera notamment à l'Euro Winners Cup en 2017 et 2018 et avec qui il terminera vice champion de France lors de la saison 2017.
En parallèle, il connait sa première sélection en équipe de France de beach soccer lors d'un rassemblement à Balaruc-les-Bains, avec une double confrontation amicale face à la Hongrie en 2015. Par la suite il connaîtra 42 sélections avec notamment des participations, aux Jeux méditerranéens de Pescara en 2015, aux Championnats d’Europe 2015, 2016 2017 et 2018, au Mundialito se déroulant au Portugal en 2017 puis à la phase qualificative pour les World Beach Games en 2019 ainsi que plusieurs matchs amicaux.